# Пію рудочеревий
Пію рудочеревий (Synallaxis zimmeri) — вид горобцеподібних птахів родини горнерових (Furnariidae). Ендемік Перу. Вид названий на честь американського орнітолога Джона Тодда Циммера.

## Опис
Довжина птаха становить 13 см, вага 12-14 г. Голова чорнувато-сіра, скроні темні, горло бліде. Навколо очей неповні білі кільця. Верхня частина тіла оливково-сіра, крила темні, з широкими рудувато-коричневими краями. Покривні пера крил руді, надхвістя руде. Хвіст чорний, центральні стернові пера рудуваті. Груди рудувато-коричневі, живіт рудий. Дзьоб чорний, знизу світліший, очі чорні, лапи темно-сірі.

## Поширення і екологія
Рудочереві пію мешкають на західних схилах Перуанських Анд, на заході Ла-Лібертаду, на півдні Кахамарки та в Анкаші (Кордильєра-Неґра). Вони живуть у високогірних чагарникових заростях. Зустрічаються на висоті від 1800 до 2900 м над рівнем моря, парами або сімейними зграйками. Живляться комахами, яких шукають серед моху, ліан та рослинності.

## Збереження
МСОП класифікує цей вид як вразливий. За оцінками дослідників, популяція рудочеревих пію становить від 600 до 1700 птахів. Їм загрожує знищення природного середовища.